# Kenzo Okada
Kenzo Okada (岡田 謙三, Okada Kenzō, 28 de setembro de 1902 – 25 de julho de 1982) foi um pintor japonês que trabalhou nos Estados Unidos, e o primeiro nipo-americano a produzir seguindo a tendência expressionista abstrata e receber reconhecimento internacional.

## Biografia
Kenzo Okada nasceu em 28 de setembro de 1902, em Yokohama, no Japão. Seu pai, um rico industrial, não apoiava o desejo de seu filho de se tornar um artista. Após a morte de seu pai, em 1922, Okada entrou para o departamento de pintura ocidental da Escola de Belas Artes de Tóquio, hoje chamada de Universidade de Artes de Tóquio. Em 192, ele se muda para a França, onde se aproxima de outro célebre pintor expatriado do Japão, Tsugouharu Foujita, e os dois passam a praticar pinturas de cenas urbanas. Em 1927, ele expõe pela primeira vez trabalhos no Salon d'Automne, uma importante mostra realizada anualmente em Paris.
No mesmo ano, Okada volta ao Japão e, no ano seguinte, tem sua primeira exposição individual dentro da grande loja de departamento Mitsukoshi, em Tóquio. Seu sucesso continua com um prêmio em 1936, concedido pelo grupo de arte contemporânea "Nikakai", do qual ele se torna um membro. De 1940 a 1944, ele dá aulas na Escola de Belas Artes da Universidade Nihon; com a guerra, ele é evacuado para a prefeitura de Miyagi, e posteriormente retorna a Tóquio para lecionar na Universidade de Arte de Musashino.
Um pintor realista durante o início de sua carreira, em 1950 Kenzo Okada se muda para Nova Iorque e só então passa  a produzir pinturas abstratas, indubitavelmente estimulado pela ascensão do expressionismo abstrato tanto nos Estados Unidos quanto em seu país natal. Em 1954, ele exibe pela primeira vez suas pinturas abstratas na Betty Parsons Gallery. Suas pinturas dos anos 1950 e 1960 revelam imagens de mudanças sutis da natureza, através de imagens abstratas construídas com delicadas tonalidades de cor. No ano seguinte, Okada representa os Estados Unidos na 3ª Bienal de São Paulo, e o Japão na Bienal de Veneza de 1958.
Kenzo Okada evoca a aura das paisagens por meio de tons terrosos, padrões abstratos que lembram a forma de pedras de flores, e uma espécie de "véu" que traz aos seus quadros uma ideia de estarem submergidos em água, distantes do espectador. Trazendo uma sensibilidade e um passado asiático para a Escola de Nova Iorque de abstração, Okada destila a essência da natureza em sua pintura, fazendo com que ela pareça elementar e, portanto, sublime. O pintor tornou-se amigo de Mark Rothko e Clyfford Still, ambos associados com os primórdios do expressionismo abstrato; e também se torna próximo dos pintores do início do color field, como Helen Frankenthaler e Jules Olitski. Seu estilo pessoal de abstração sensível, proveniente de suas raízes asiáticas, relacionam-se diretamente com a pintura color field e a abstração lírica.
Okada morreu em Tóquio, em 24 de julho de 1982.